# Пета шипченска механизирана бригада
Пета шипченска механизирана бригада е бивше военно съединение на българската армия.

## История
Бригадата е наследник на двадесет и трети пехотен шипченски полк. Създадена е с указ на Президиума на Народното събрание като първа танкова дивизия на 7 октомври 1947 г. Първи командир на дивизията става генерал-майор Петър Панчевски. Дивизията е дислоцирана както следва:
- Казанлък: Щаб, служби и управление, четири танкови полка, моторизиран пехотен полк, противовъздушен полк, инженерна и свързочна дружина, автомобилна превозна санитарна рота и музикантски взвод.
- София: артилерийски полк
- Стара Загора: мотоциклетна дружина

Дивизията се разполага в казармата на Въздушното училище в Казанлък и казармите на двадесет и трети пехотен шипченски полк и втори противовъздушен полк.
През 1948 г. част от поделенията на дивизията са предислоцирани (два танкови полка, минохвъргачен и артилерийски полк). Дивизията също така изгражда полеви лагери при селата Ягода и Тулово и местността Тюлбето край Казанлък.
В края на 1948 и началото на 1949 г. към дивизията е създадена и учебна танкова дружина. Танковият състав на дивизията се състои от Т-34, Майбах Т-3, Т-4, а автомобилния главно от ГАЗ и ЗИС-5.
От юли 1950 г. в София са предислоцирани два танкови полка, механизиран и артилерийски полк. С тези части е създадена девета танкова дивизия. През август 1950 г. дивизията е реорганизирана в пета танкова дивизия, а два нейни танкови полка и механизирания полк са преместени в София. Декември същата година дивизията получава бойното си знаме. Към дивизията е включен двадесет и осми пехотен стремски полк. На 1 април 1955 г. пета танкова дивизия е преименувана на пета танкова бригада и е подчинена на втора армия. От 1960 г. към бригадата е формиран 130-мм реактивен дивизион с две реактивни батареи М-13, който през 1961 г. е превърнат в бригадна реактивна батарея. От 19 ноември 1998 г. бригадата е преименувана на пета шипченска танкова бригада. На 1 октомври 2000 г. е реорганизирана в пета шипченска механизирана бригада, като частите ѝ от 2007 г. са дислоцирани в Плевен, Враца и Шумен. Части на бригадата са участвали на международни мисии в Ирак, Еритрея, Афганистан, Етиопия и Босна и Херцеговина. Бригадата е закрита съгласно плановете за реорганизация на българската армия.

## Командири
- Бригаден генерал Венцислав Младенов (1997 – 21 април 2008)
- Бригаден генерал Валентин Буров (1 юли 2009 – 1 юли 2012)